# Рахкамо, Кари
Кари Тапани Рахкамо (фин. Kari Tapani Rahkamo; 30 мая 1933, Лахти, Финляндия — 11 ноября 2023) — финский политик, член Национальной коалиционной партии; с 1991 по 1996 годы — мэр Хельсинки; известный спортсмен, участник Олимпийских игр 1956 и 1960 годов. Имеет воинское звание старший лейтенант.

## Биография
Родился 30 мая 1933 года в Лахти.
В 1958 году окончил Хельсинкский университет, получив диплом инженера.
С 1959 по 1975 годы работал в АО «Хубер» в должности проектировщика, начальника отдела по строительству, регионального директора. С 1976 по 1991 годы — заведующий бюро, заместитель начальника отдела строительного управления города Хельсинки.
Умер 11 ноября 2023 года в возрасте 90 лет.

### Спортивная карьера
Был призёром многих европейских чемпионатов, рекордсмен и чемпион Финляндии в тройном прыжке 1960 года.
Участник Олимпийских игр 1956 года и Олимпиады 1960 года.

## Политическая карьера
В 1968 году от Национальной коалиционной партии избирался выборщиком президента.
С 1965 года — член городского совета (совета уполномоченных) города Хельсинки, а с 1987 по 1991 годы его председатель. С 1969 по 1987 годы входил в городское правление, а с 1977 по 1980 и 1988 году возглавлял его.
В июне 1991 года назначен мэром города Хельсинки с присвоением ему в ноябре того же года почётного титула — обер-бургомистр. Входил в административные советы и правления многих хельсинкских фирм, обслуживающих инфраструктуры города.

## Награды
- Кавалер 1 класса ордена Белой розы Финляндии (6 декабря 1995 года)[4].

## Семья
- Жена — Аули Тойвонен, стоматолог
- Сын —
- Дочь — Сусанна Рахкамо (р. 1965), известная фигуристка, чемпионка Европы 1995 года, президент Финской Ассоциации фигурного катания. В настоящее время работает бизнес-консультантом. Замужем за Петри Кокко, фигуристом, в настоящее время региональным менеджером Google Finland.